# Jüdischer Friedhof (Wierschem)

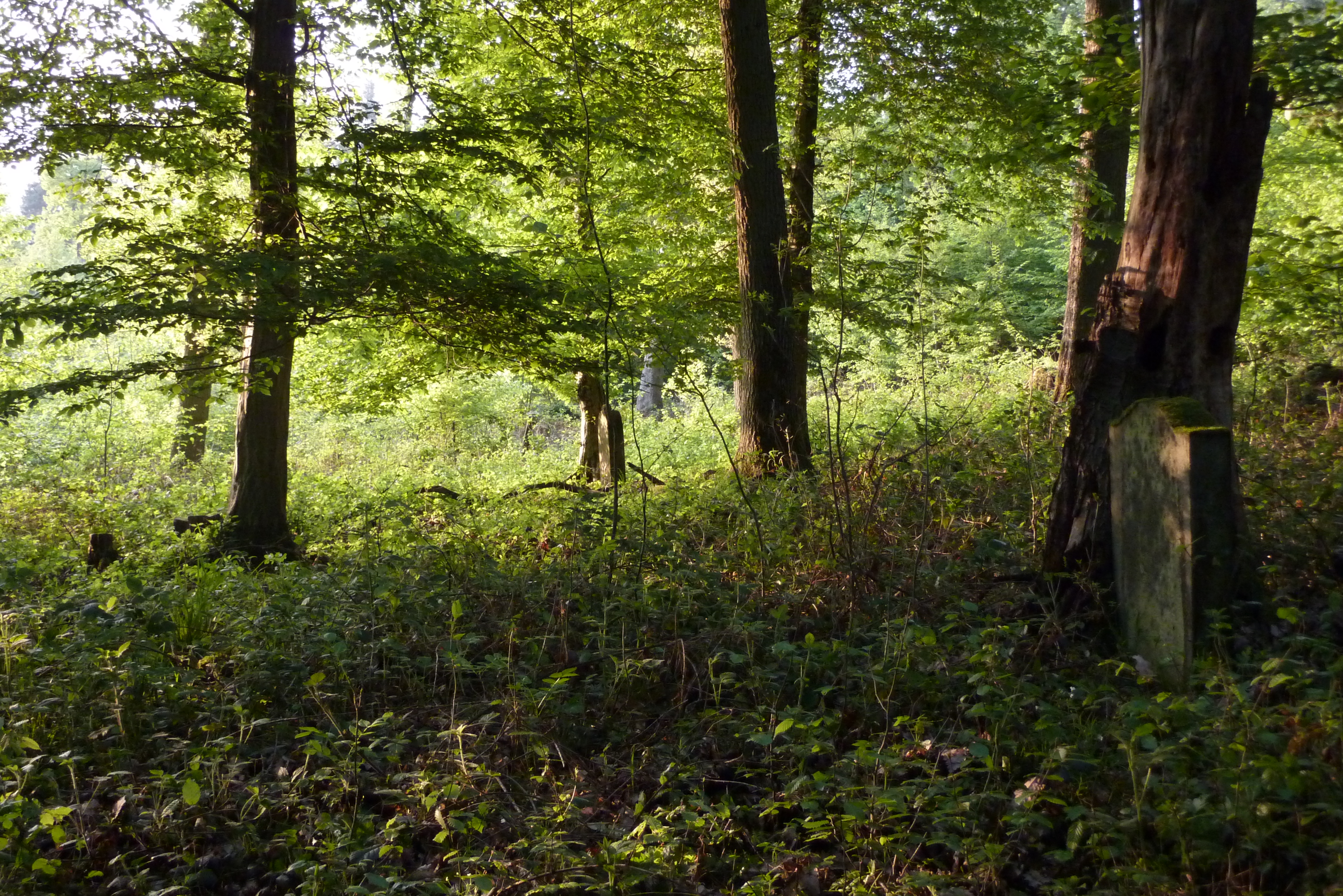
Jüdischer Friedhof in Wierschem

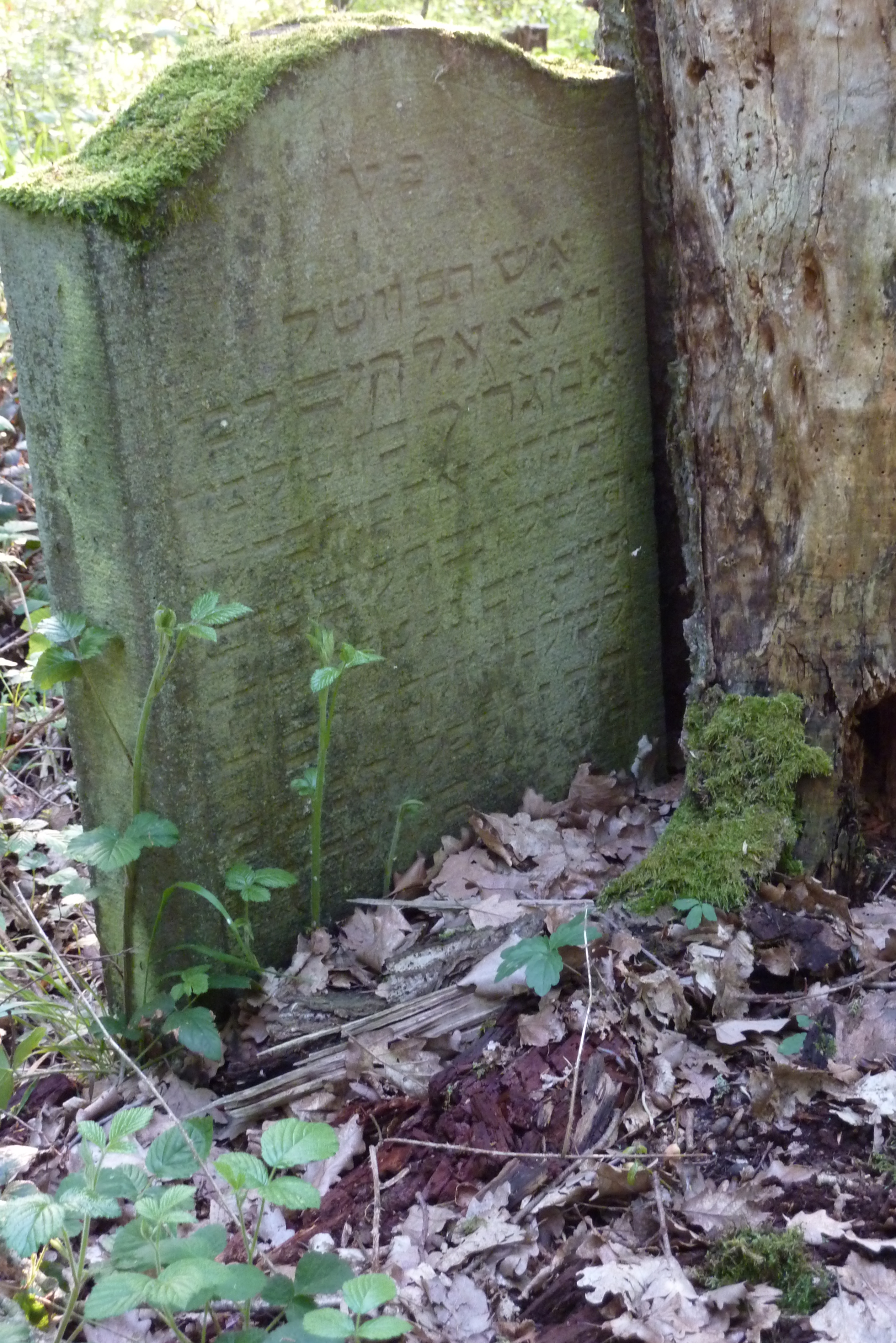
Grabstein

Der Jüdische Friedhof Wierschem in Wierschem, einer Ortsgemeinde im Landkreis Mayen-Koblenz in Rheinland-Pfalz, liegt in einem nicht eingefriedeten Waldgrundstück und steht auf der Denkmalliste.

## Geschichte
Der jüdische Friedhof in Wierschem soll laut Literatur im 19. Jahrhundert belegt worden sein, auch von den jüdischen Gemeinden der Umgebung, solange diese noch keinen eigenen Friedhof hatten.
Heute befinden sich auf dem Begräbnisplatz nur noch sechs Grabsteine. Alle sechs stehen aufrecht. Einer jedoch weit von den anderen entfernt.